# Laz (gmina Săsciori)
Laz – wieś w Rumunii, w okręgu Alba, w gminie Săsciori. W 2011 roku liczyła 385 mieszkańców.